# HIRAETH
『HIRAETH』（ヒライス）は、2016年10月19日に発売されたCapesonの1作目のオリジナルフルアルバム。発売元はTokyo Recordings。

## 概要
- CAPESON (ケイプソン)名義での初フルアルバム。小袋成彬、YAFFLE 等と立ち上げたレーベルよりリリース。全曲英語で構成され、制作サポートにはイギリスのシンガーソングライターでプロデューサーAqualung(アクアラング)ことMatt Halesが参加。[1]
- アルバムタイトルの「HIRAETH」の由来は、ウェールズ語で「二度と目にすることが叶わないかも知れないという恐れを含んだ、故郷へ戻りたいという願い」というノスタルジアを表している。

## 収録曲
1. Walk Away Golden (作詞 CAPESON 、作曲  YOUKI KOJIMA )
2. Leave You Alone (作詞 CAPESON 、作曲 YOUKI KOJIMA )
3. The Video,It's Not Old (作曲 YAFFLE )
4. A Tear Into The River (作詞 CAPESON /OBKR 、作曲 OBKR / SHINTA SAKAMOTO )
5. Believe My Eyes  (作詞 OBKR 、作曲 YAFFLE )
6. Back In The Day   (作詞 OBKR/CAPESON 、作曲  OBKR/SHINTA SAKAMOTO )
7. Bow And Arrow  (作詞 ・作曲 HARVEY ROB /HARVEY ROBERT MICHEL NELSON /DANGERFIELD FYFE )
8. Sunshine (作詞 CAPESON / HEALS MATTHEW / HEALS MATT、作曲 YAFFLE /HEALS MATTHEW / HEALS MATT )
9. Track 4, Noisy But (作曲 YAFFLE )
10. Steersman(作詞 CAPESON 、作曲 YAFFLE )
11. Cry Like A Bird (作詞 CAPESON 作曲 YAFFLE )
12. Latent (作詞/作曲 CAPESON )
13. The Ending  (作詞 CAPESON、作曲 YAFFLE )